# Le prime luci del mattino
(Dal romanzo)
Le prime luci del mattino è il sesto romanzo dello scrittore Fabio Volo, pubblicato nel 2011. È il primo romanzo di Volo che abbia una protagonista, Elena, ed è narrato dal punto di vista della protagonista mentre legge il suo diario, così da creare alcuni capitoli costituiti dalle pagine del suo diario e altri dai suoi ricordi e considerazioni.

## Trama
Elena è una donna in carriera sposata con Paolo, con cui ha una relazione tranquilla ma monotona. Ella è una donna infelice che crede che "due infelicità insieme possano dare una felicità". Decide così di cambiare vita e di far riemergere il suo vero io, abbandonato da tempo. Si getta in una relazione extraconiugale che la rende felice e appagata come mai prima, ma il suo nuovo partner non riesce ad esternare i suoi sentimenti, e pertanto dopo un po' la storia fallisce. Ma Elena, ormai sicura di sé e del suo nuovo modo di essere, decide di chiudere definitivamente il suo matrimonio e di trasferirsi in un bilocale nel quale inizia ad abituarsi alla sua vita in solitudine. Incontrerà poi l'amore della sua vita.

## Edizioni
- Le prime luci del mattino, Oscar Mondadori, Milano, Mondadori, 2011, ISBN 9788804635536, OCLC 1283805782.